# Caroline Casey
Caroline Casey (* 27. Mai 1994) ist eine ehemalige US-amerikanische Fußballtorhüterin.

## Karriere
Während ihres Studiums am College of William & Mary spielte Casey von 2012 bis 2015 für die dortige Universitätsmannschaft der William & Mary Tribe. Zusätzlich lief sie im Jahr 2015 für den W-League-Teilnehmer Washington Spirit Reserves auf, mit dem sie durch einen 2:1-Finalsieg gegen die Colorado Pride die W-League-Meisterschaft gewann.
Während des im Januar 2016 durchgeführten College-Drafts der NWSL wurde Casey in der dritten Runde an Position 29 von der Franchise des Sky Blue FC ausgewählt. Dort ersetzte sie gemeinsam mit Neuzugang Caroline Stanley die nach Japan gewechselte bisherige Stammtorhüterin Brittany Cameron. Ihr NWSL-Debüt gab Casey am 17. April 2016 bei einem 2:1-Auswärtssieg gegen den Vizemeister Seattle Reign FC. Nach einem weiteren Einsatz am zweiten Spieltag der Saison wurde sie zunächst von Caroline Stanley im Tor verdrängt und bereits am 13. Mai 2016 nach der Verpflichtung der neuseeländischen WM-Teilnehmerin Erin Nayler freigestellt. Da Nayler den Sky Blue FC jedoch nach wenigen Wochen bereits wieder verließ, unterschrieb Casey einen neuen Vertrag bei der Franchise. Nach der Saison 2018 beendete Casey ihre Karriere.

## Erfolge
- 2015: W-League-Meisterschaft (Washington Spirit Reserves)